# 島根県立大学
島根県立大学（しまねけんりつだいがく、英語: The University of Shimane）は、島根県浜田市に本部を置く、日本の公立大学である。

## 沿革
- 1921年（大正10年）4月15日 - 島根県立益田農林学校が開校。
- 1946年（昭和21年）3月30日 - 島根県立松江女子専門学校設立（保健科・被服科）。
- 1947年（昭和22年）9月16日 - 島根県立農林専門学校開校。
- 1951年（昭和26年）
  - 4月1日 - 島根県立農林専門学校が島根県立島根農科大学となる。
  - 5月23日 - 島根県立看護学院（二年制）設立。
- 1953年（昭和28年）4月1日 - 島根県立保育専門学院設立。島根県立看護学院が島根県立高等看護学院（三年制）となる。島根農科大学女子家政短期大学部開学（家政科生活専攻・家政科被服専攻）。
- 1954年（昭和29年）
  - 3月31日 - 島根県立松江女子専門学校廃止。
  - 4月1日 - 島根県立保健婦専門学院設立。
- 1957年（昭和32年）1月22日 - 島根県立高等看護学院を島根県立中央病院附属高等看護学院に改称。
- 1961年（昭和36年）4月1日 - 島根農科大学女子家政短期大学部を島根女子短期大学に改称。
- 1964年（昭和39年）4月1日 - 島根女子短期大学を島根県立島根女子短期大学に改称。
- 1965年（昭和40年）4月1日 - 島根県立島根女子短期大学家政科の生活専攻を食物専攻に改称。
- 1967年（昭和42年）1月1日 - 島根県立中央病院附属高等看護学院を島根県立高等看護学院に改称。
- 1968年（昭和43年）3月 - 島根県立島根農科大学廃止（国立移管で島根大学に編入され、農学部（現・生物資源科学部）となった）。
- 1973年（昭和48年）4月1日 - 島根県立島根女子短期大学に保育科を設置。
- 1974年（昭和49年）4月1日 - 島根県立高等看護学院を島根県立出雲高等看護学院に改称。
- 1982年（昭和57年）4月1日 - 島根県立出雲高等看護学院を島根県立総合看護学院に改称。島根県立総合看護学院に助産学科を設置。
- 1984年（昭和59年）
  - 3月31日 - 島根県立保健婦専門学院を廃止。
  - 4月1日 - 島根県立保健婦専門学院と島根県立総合看護学院を統合し、島根県立総合看護学院は保健学科、助産学科、看護学科の三学科となる。
- 1985年（昭和60年）4月1日 - 島根県立島根女子短期大学家政科の被服専攻を生活科学専攻に改組。
- 1988年（昭和63年）4月1日 - 島根県立島根女子短期大学に文学科（国文専攻・英文専攻）を設置。
- 1993年（平成5年）4月 - 島根県立国際短期大学が開学（国際文化学科）。
- 1995年（平成7年）4月1日 - 島根県立看護短期大学が開学（看護学科）。
- 1998年（平成10年）
  - 3月31日 - 島根県立総合看護学院を廃止。
  - 4月1日 - 島根県立看護短期大学に専攻科（地域看護学専攻・助産学専攻）を設置。
- 2000年（平成12年）4月 - 島根県立大学が開学（総合政策学部総合政策学科）。
- 2001年（平成13年）3月30日 - 島根県立国際短期大学を廃止。
- 2003年（平成15年）4月 - 島根県立大学大学院北東アジア研究科博士前期課程・後期課程、開発研究科修士課程開設
- 2007年（平成19年）4月 - 公立大学法人島根県立大学および島根県立大学短期大学部を設置。
- 2009年（平成21年）4月 - 島根県立大学大学院北東アジア開発研究科（北東アジア専攻博士前期課程、地域開発政策専攻博士前期課程、北東アジア超域専攻博士後期課程）を設置。
- 2010年（平成22年） - 島根県立大学大学院開発研究科を廃止。
- 2012年（平成24年）4月 島根県立大学看護学部看護学科を設置。島根県立看護短期大学専攻科の地域看護学専攻を公衆衛生看護学専攻に改称。
- 2013年（平成25年） - 島根県立大学大学院北東アジア研究科を廃止。
- 2016年（平成28年）4月 - 島根県立大学大学院看護学研究科を設置。
- 2018年（平成30年）4月 - 島根県立大学人間文化学部保育教育学科・地域文化学科を設置。看護学部を看護栄養学部に名称変更し健康栄養学科を設置。
- 2021年（令和3年）4月 - 総合政策学部の募集を停止。国際関係学部国際関係学科、地域政策学部地域政策学科を設置。

## 基礎データ

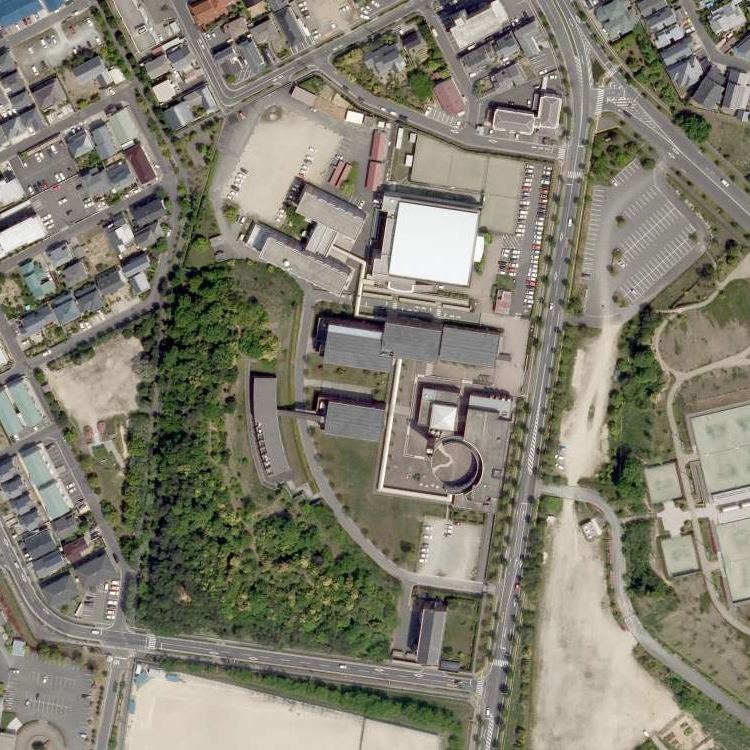
松江キャンパスの航空写真。。

### 所在地
- 浜田キャンパス（島根県浜田市野原町2433-2）
- 出雲キャンパス（島根県出雲市西林木町151）
- 松江キャンパス（島根県松江市浜乃木7-24-2）

### 象徴

#### 校歌
- 大学歌「鳥とともに」
  - 作詞 - 平田俊子
  - 作曲 - 寺嶋陸也

#### マスコット
- オロリン - 2010年に一般公募によって選ばれた。「オロリン」は、出雲神話に出てくるヤマタノオロチの精がモチーフとなっている。

## 教育および研究

### 浜田キャンパス
学部
- 総合政策学部（2020年度を以って学生募集停止。）
  - 総合政策学科
- 国際関係学部
  - 国際関係学科
    - 国際関係コース
    - 国際コミュニケーションコース
- 地域政策学部
  - 地域政策学科
    - 地域経済経営コース
    - 地域公共コース
    - 地域づくりコース

大学院
- 北東アジア開発研究科
  - 北東アジア専攻（博士前期課程）
  - 地域開発政策専攻（博士前期課程）
  - 北東アジア超域専攻（博士後期課程）

### 出雲キャンパス
学部
- 看護栄養学部
  - 看護学科
  - 健康栄養学科

大学院
- 看護学研究科

別科
- 助産学専攻

### 松江キャンパス
学部
- 人間文化学部
  - 保育教育学科
  - 地域文化学科
    - 日本文化コース
    - 国際文化コース

短期大学部
- 文化情報学科
- 保育学科

### 附属機関
- 北東アジア研究センター
- メディアセンター
- アドミッションセンター
- キャリアセンター
- FDセンター
- 地域連携推進センター
- 保健管理センター
- 国際交流センター
- 教職センター

## 大学関係者と組織

### 学長
- 初代：宇野重昭
- 第二代：本田雄一（元島根大学学長）
- 第三代：清原正義（元兵庫県立大学学長）
- 第四代：山下一也（元島根県立大学学長代行）

### 出身者
- 山根万理奈（シンガーソングライター。島根県立大学短期大学部より編入）
- 前田彩野（日本海テレビジョン放送アナウンサー）

## 取得可能資格

### 総合政策学部
- 社会調査士

### 看護栄養学部
- 看護師（看護学科・看護学研究科）
- 保健師（看護学科）
- 養護教諭（看護学科）
- 助産師（助産学専攻）
- 管理栄養士（健康栄養学科）

### 人間文化学部
- 保育士・幼稚園教諭一種（保育教育学科）
- 小学校教諭一種（保育教育学科）
- 特別支援学校教諭一種（保育教育学科）
- 司書教諭（保育教育学科、地域文化学科）
- 中学校教諭一種（国語および英語、地域文化学科）
- 高等学校教諭一種（国語および英語、地域文化学科）

### 短期大学部
- 保育士資格・幼稚園教諭二種・児童厚生二級指導員（保育学科）
- 司書資格（文化情報学科）

## 就職実績
2013年3月の卒業生の就職率（2013年5月1日時点）は浜田キャンパス（総合政策学部）は96.8％、出雲キャンパス100％、松江キャンパスは92.5％となっている。大学独自のキャリア形成プログラムにより、文系国公立大学では高水準の就職率を実現している。

## 大学行事
- 海遊祭（浜田キャンパス：毎年10月中旬）
- 運動会（浜田キャンパス：毎年10月中旬）
- 国際文化交流の夕べ（浜田キャンパス：毎年12月）
- 飛鳥祭（松江キャンパス：毎年10月中旬）
- つわぶき祭（出雲キャンパス：毎年6月初旬）

## 施設

### キャンパス

#### 浜田キャンパス
- 使用学部：総合政策学部、国際関係学部、地域政策学部
- 使用研究科：大学院北東アジア開発研究科
- 交通アクセス：浜田駅より石見交通大学線に乗車して「県立大学」で下車。浜田市弥栄支所より浜田市営バス弥栄野原路線に乗車して「島根県立大学」で下車。

#### 出雲キャンパス
- 使用学部：看護栄養学部、短期大学部看護学科
- 交通アクセス：一畑電車北松江線川跡駅で下車して徒歩で約5分。

#### 松江キャンパス
- 使用学部：
  - 人間文化学部保育教育学科・地域文化学科
  - 短期大学部文化情報学科・保育学科
- 交通アクセス：松江駅から松江市営バス（南循環線外回り[81-1]、市立病院行き[68-2、68-4、68-5]、平成町車庫行[66、66-2]）「県立大学前」下車、徒歩約1分。

## 対外関係

### 地方自治体との協定
- 浜田市（連携協力に関する協定） - 2007年5月18日締結[2]
- 松江市 （連携協力に関する協定） - 2007年10月30日締結[3]
- 島根県中山間地域研究センター（教育研究協力に関する協定） - 2008年3月17日締結[4]
- 出雲市（連携協力に関する協定） - 2009年10月8日締結[5]
- 島根県病院局（看護連携型ユニフィケーション事業に関する基本協定） - 2011年1月6日締結[6]
- 益田市（連携協力に関する協定） - 2013年5月27日締結[7]
- 隠岐の島町（連携協力に関する協定） - 2015年7月14日締結[8]
- 津和野町（西周研究の連携協力に関する協定） - 2017年12月2日締結[9]
- 浜田市･島根あさひ社会復帰促進センター（三者連携協力協定） - 2018年1月16日締結[10]

### 他の大学との協定
- センター間の学術交流協定
  - 東北大学東北アジア研究センター[11]（2010年5月28日締結）
  - 富山大学極東地域研究センター[12]（2010年7月9日締結）
  - 東北師範大学東亜文明研究中心[13]（2013年9月19日締結）

- 海外の大学との交流協定
  -  モントレー国際大学（2000年9月18日締結）
  -  カリフォルニア大学バークレー校（2000年9月19日締結）
  -  セントラル・ワシントン大学（2000年10月8日締結）
  -  イースト・カロライナ大学（2012年5月7日締結）
  -  北京大学国際関係学院（2000年10月8日締結）
  -  吉林大学東北亜研究院（2000年10月8日締結）
  -  寧夏大学（2004年10月11日締結）
  -  復旦大学国際問題研究院（2005年6月10日締結）
  -  中央民族大学（2010年11月9日締結）
  -  蔚山大学校（2001年5月9日締結）
  -  慶北道立大学（2001年9月12日締結）
  -  啓明大学校（2011年6月1日締結）
  -  培材大学校（2013年4月26日締結）
  -  イルクーツク大学（2001年6月13日締結）
  -  ロシア海洋国立大学（2010年8月27日締結）
  -  モンゴル国立科学技術大学・人文学院（2008年6月26日締結）

- 単位互換協定
  - 島根大学（2002年11月19日締結）
  - 放送大学[14]（2007年6月15日締結）

- 包括連携協定
  - 成蹊大学[15]（2018年6月1日締結）

### 小中学校・高等学校との協定
- 開星中学校・高等学校[16]（2014年3月27日締結）
- 島根県立浜田高等学校
- 島根県立江津高等学校
- 松江市立乃木小学校
- 松江市立湖南中学校
- 島根県立松江商業高等学校
- 松江工業高等専門学校[17]（2017年3月15日締結）

### その他機関・団体との協定
- 教育ネットワーク中国
  - 中国地方の23の大学・短期大学と単位互換を行っている[18]。
- 図書館利用の相互協力協定[19][20]（2007年11月3日締結）
  - 島根大学附属図書館医学分館
  - 出雲市立図書館
- 島根県大学・高等専門学校図書館協議会設立に関する協定[21]（2008年4月25日締結）
  - 松江工業高等専門学校図書館
  - 島根大学附属図書館本館・医学館
- 連携協力協定[22]（2012年4月1日締結）
  - 公益財団法人しまね国際センター
- 災害ボランティアに関する協定[23]（2014年2月20日締結）
  - 島根県社会福祉協議会
- 島根県における文化芸術・教育について連携・協力するための連携協定[24]（2016年4月6日締結）
  - 公益財団法人しまね文化振興財団（島根県民会館）
- 産業振興に関する包括的連携協力協定[25]（2016年11月2日締結）
  - 公益財団法人しまね産業振興財団
  - 一般社団法人島根県発明協会
- 連携協力協定[26]（2016年8月3日）
  - 小泉八雲記念館
- 包括的連携協定（2021年12月8日締結）
  - 浜田商工会議所[27]
  - 益田商工会議所[28]
  - 大田商工会議所[29]
  - 江津商工会議所[30]
  - 島根県商工会連合会（2022年2月24日締結）[31]